# Estrutura de controle do Rio Velho

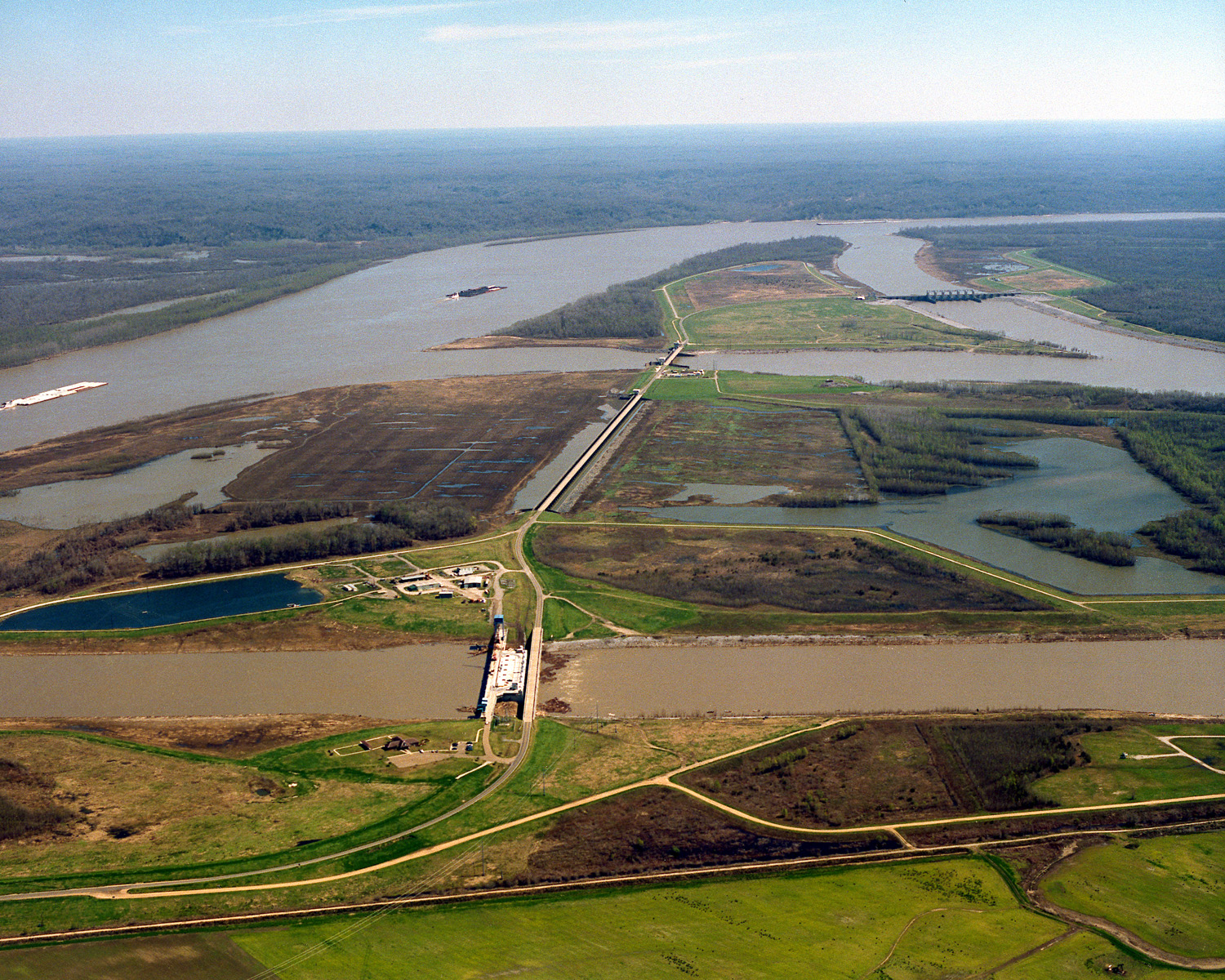
O complexo da Estrutura de Controle do Rio Velho. A vista é para leste-sudeste, olhando rio abaixo para o Mississippi, com as três barragens através dos canais que levam ao rio Atchafalaya à direita do Mississippi. Concordia Parish, Louisiana está em primeiro plano, à direita, e Wilkinson County, Mississippi, está em segundo plano, do outro lado do Mississippi, à esquerda.

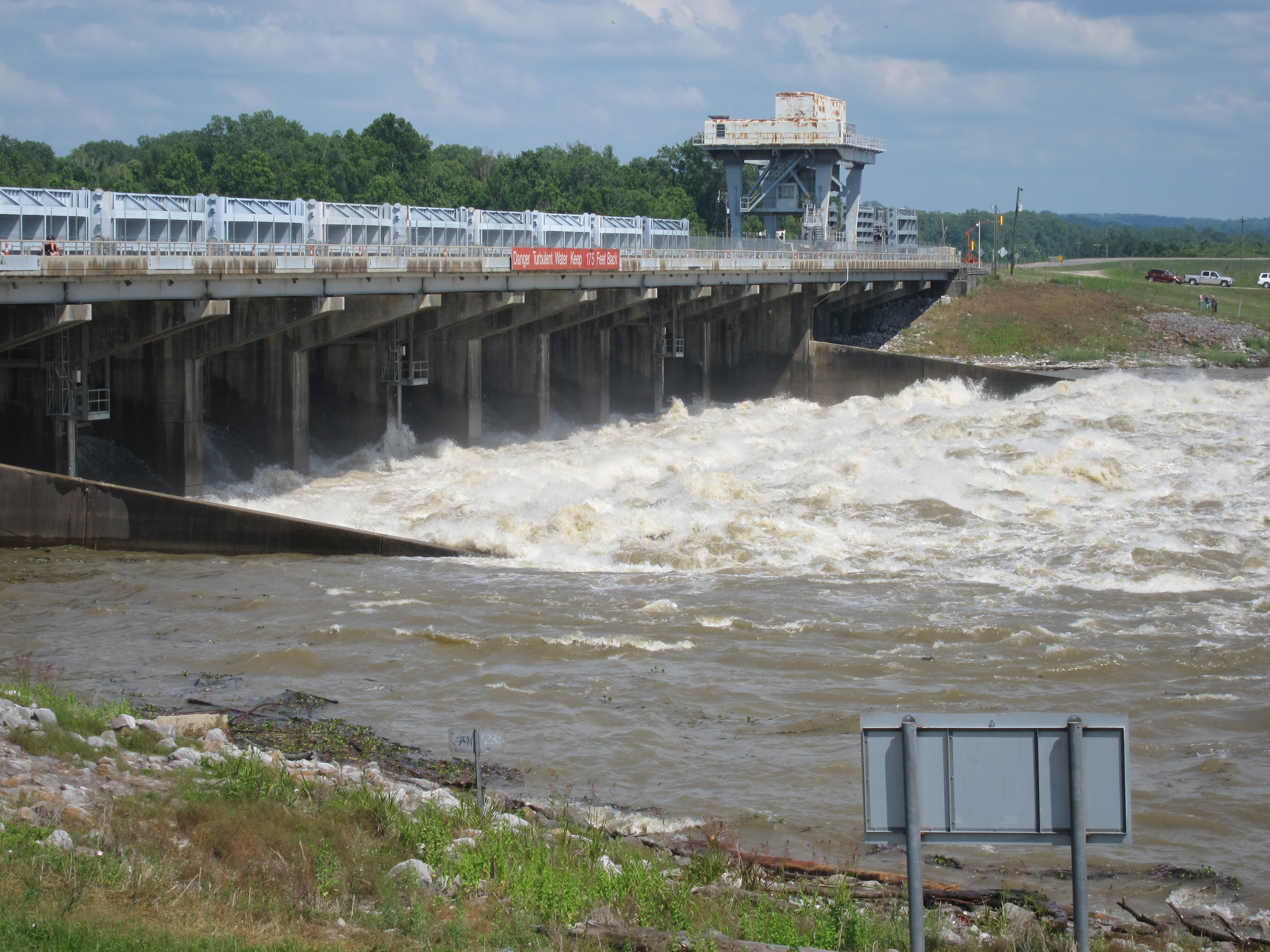
Estrutura de controle de soleira baixa do "Rio Velho" descarregando água no Atchafalaya, maio de 2011

A Estrutura de controle do Rio Velho(no inglês original: Old River Control Structure) é um sistema de comportas em um braço do rio Mississippi, no centro da Louisiana. Ele regula o fluxo de água do Mississippi para o rio Atchafalaya, evitando assim que o rio Mississippi mude de curso. Concluído em 1963, o complexo foi construído pelo Corpo de Engenheiros do Exército dos EUA em um canal lateral do Mississippi conhecido como "Old River" (Rio Velho), entre o atual canal do Mississippi e a Bacia Atchafalaya, antigo canal do Mississippi.
A Estrutura de Controle do Rio Mississippi é um complexo que contém as estruturas originais de soleira baixa e de margem, bem como a estrutura auxiliar que foi construída depois que a estrutura de soleira baixa foi danificada durante a enchente do rio Mississippi em 1973. O complexo também contém uma eclusa de navegação e Usina Hidrelétrica Sidney A. Murray Jr.

## Rio Velho

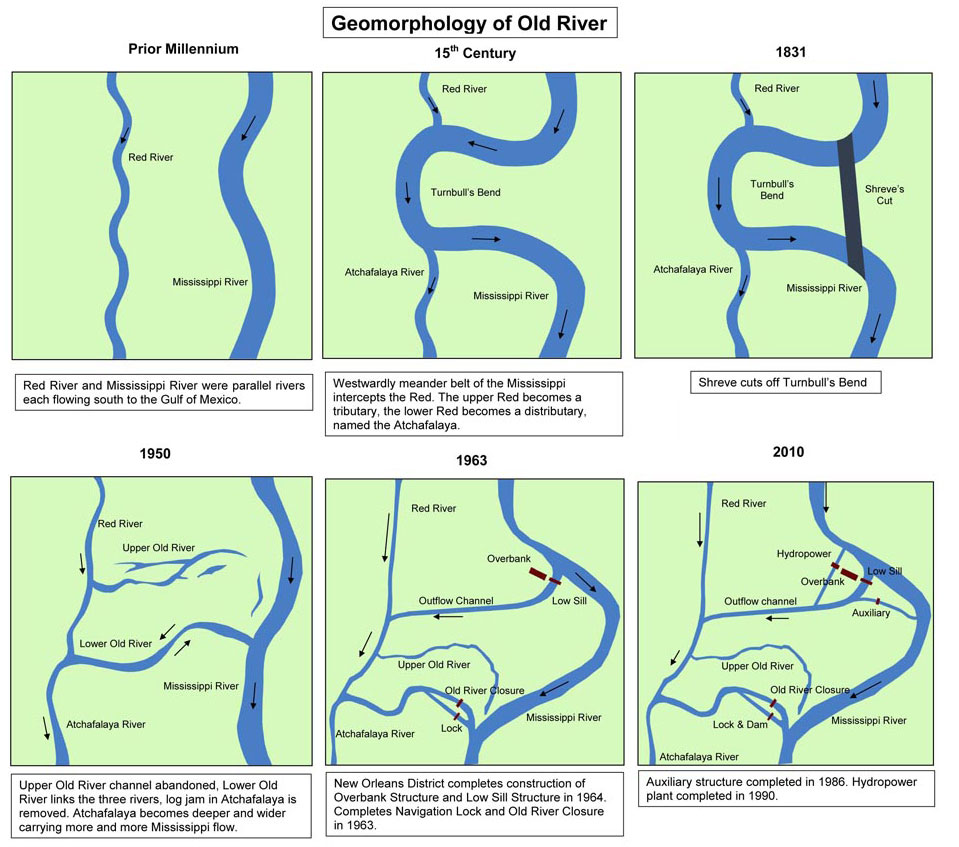
Formação do Rio Atchafalaya e construção da Estrutura de Controle do Rio Velho.

Antes do século 15, o Rio Vermelho e o Rio Mississippi eram totalmente separados e fluíam mais ou menos paralelos um ao outro. No começo do século XV, o rio Mississippi criou um pequeno meandro em direção ao oeste, mais tarde chamado de Turnbull's Bend, perto da atual Angola, Louisiana. Este circuito eventualmente cruzou o Rio Vermelho, tornando a parte a jusante do Rio Vermelho um distribuidor do Mississippi; esse distribuidor passou a ser chamado de Rio Atchafalaya.
No apogeu dos barcos a vapor ao longo do rio Mississippi, tal embarcação precisaria de várias horas para percorrer os 32 quilômetros da Curva de Turnbull, após o que teria progredido apenas cerca de 1,6 quilômetros da entrada para a dobra. Para reduzir o tempo de viagem, o capitão Henry M. Shreve, engenheiro fluvial e homônimo de Shreveport, Louisiana, cavou um canal em 1831 através do pescoço de Turnbull's Bend; este canal ficou conhecido como Shreve's Cut. Na enchente seguinte, o Mississippi rompeu por este canal. A porção superior de Turnbull's Bend era conhecida como Upper Old River, enquanto a porção maior e inferior ficou conhecida como Lower Old River.
No início, o Lower Old River fluiria para o leste, em direção ao Mississippi, até 1839, quando os moradores locais começaram a remover a "Grande Jangada", um congestionamento natural de toras que obstruía o rio Atchafalaya. O projeto foi concluído em 1840. Depois disso, o Lower Old River fluiria para o leste em direção ao Mississippi quando o Rio Vermelho estava alto e o Mississippi estava baixo, e para o oeste até o Atchafalaya quando o Mississippi estava alto e o Rio Vermelho estava baixo. Com o tempo, o número de dias em que o rio fluiu para o leste em direção ao Mississippi diminuiu e o número de dias em que o rio fluiu para oeste aumentou, até que finalmente o Lower Old River fluiu para oeste durante metade do tempo. Em 1880, raramente fluía para o leste e capturava rapidamente cada vez mais o fluxo do Mississippi. Com este aumento do fluxo de água, o canal do rio Atchafalaya tornou-se mais profundo e mais largo ao longo de 1800 e início de 1900.
O Corpo de Engenheiros do Exército dos EUA mediu a quantidade de água que flui através do Rio Mississippi e comparou-a com a quantidade que entra na Bacia Atchafalaya monitorando o "fluxo de latitude" na latitude de Red River Landing, localizado 8 quilômetros a jusante de Rio Velho. Neste caso, o fluxo de latitude é uma combinação dos fluxos dos rios Mississippi e Atchafalaya à medida que cruzam uma linha imaginária naquela latitude.
Entre 1850 e 1950, a percentagem do fluxo de latitude que entra no rio Atchafalaya aumentou de menos de 10% para cerca de 30%. Em 1953, o Corpo de Engenheiros do Exército dos EUA concluiu que o rio Mississippi poderia mudar o seu curso para o rio Atchafalaya em 1990 se não fosse controlado, uma vez que este caminho alternativo para o Golfo do México através do rio Atchafalaya é muito mais curto e mais íngreme.
O Corpo concluiu a construção da Antiga Estrutura de Controle do Rio em 1963 para evitar que o fluxo do canal principal do Rio Mississippi alterasse seu curso atual para o Golfo do México através do processo geológico natural de avulsão. Historicamente, esse processo natural de mudança de curso ocorre aproximadamente a cada 1.000 anos e está atrasado. Alguns investigadores acreditam que a probabilidade deste evento aumenta a cada ano, apesar dos esforços de controlo artificial feitos pelo homem.
Se o Mississippi desviar o seu canal principal para a Bacia Atchafalaya e o Rio Atchafalaya, desenvolver-se-ia um novo delta a sul de Morgan City, no sul do Louisiana, reduzindo enormemente o fluxo de água para o seu actual canal através de Baton Rouge e Nova Orleães, com efeitos económicos adversos sobre ambas as cidades portuárias. A inundação do Mississippi em 1973 quase causou a falha da estrutura de controle. A manutenção da integridade da Estrutura de Controle do Rio Velho, do Vertedouro Morganza próximo e de outros diques na área é essencial para evitar tal desvio. Jeff Masters, da Weather Underground, observou que o fracasso desse complexo "seria um sério golpe para a economia dos EUA".

## Componentes

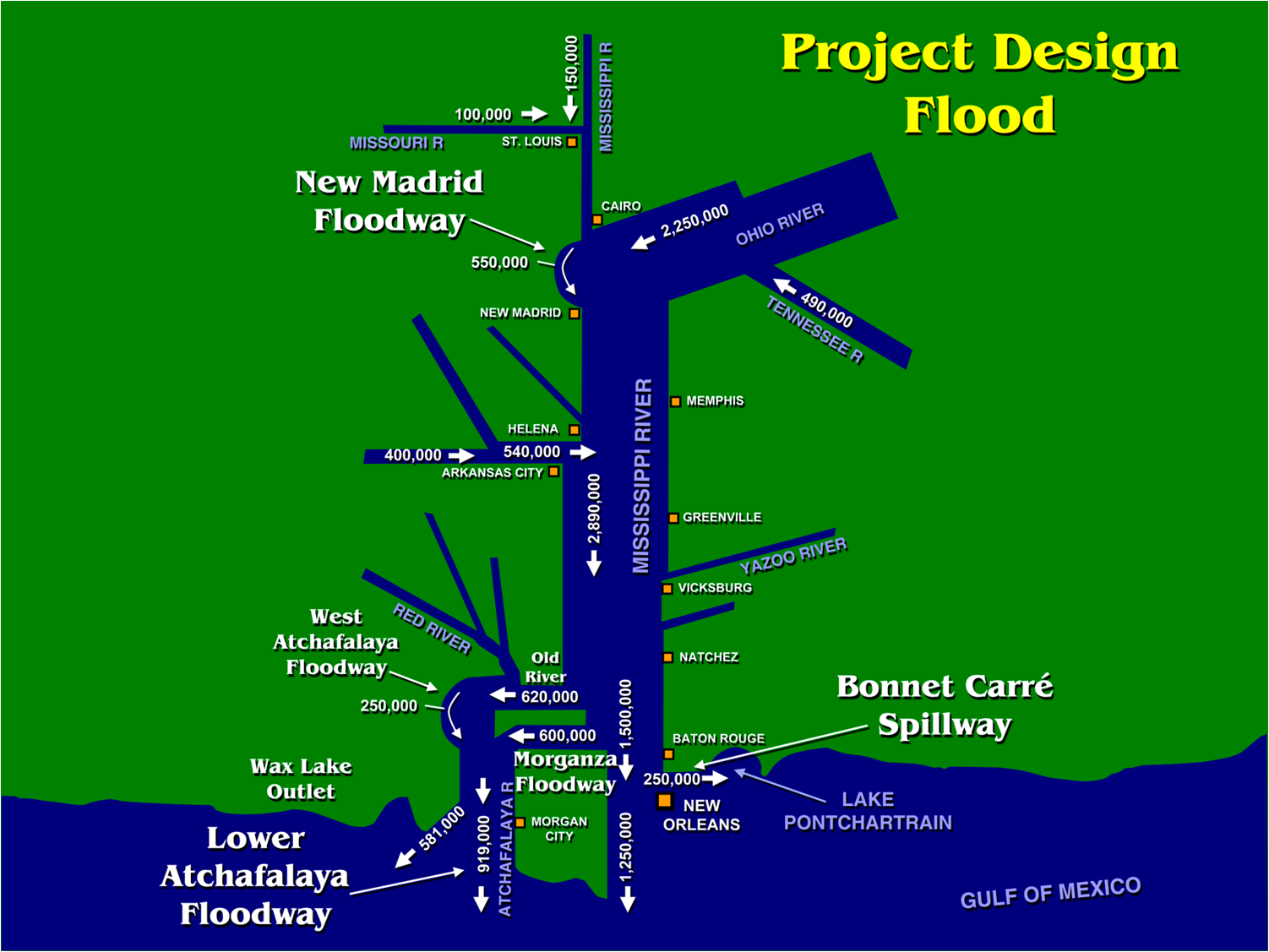
Um diagrama que representa os fluxos dos rios associados à inundação do projeto.

A Antiga Estrutura de Controle do Rio (ORCS) e a Estrutura de Controle Overbank tornaram-se operacionais em 1964 e expandidas em 1986 com a adição da Antiga Estrutura Auxiliar de Controle do Rio (ORCAS). O principal que regula o fluxo de rotina na hidrovia é a Estrutura de Controle de Sill Baixo. A Estrutura Overbank só é usada quando o Mississippi excede suas margens. O ORCAS é usado durante enchentes para auxiliar o ORCS e evitar que seja danificado devido às altas vazões. ORCAS foi adicionado para reduzir a pressão nas comportas originais após extensos danos causados pela enchente de 1973. A estrutura mais ao norte e mais nova é a Estação Hidrelétrica Sidney A. Murray Jr., concluída em 1990. Ela fornece uma medida adicional de controle no local. . Essas quatro estruturas estão localizadas aproximadamente onde ficava o Upper Old River antes de Shreve's Cut.
Um canal de navegação e uma eclusa também fazem parte do projeto da instalação, mas estão situados bem ao sul das outras estruturas no Lower Old River, na Old River Lock. Isso torna o Lower Old River navegável, permitindo o tráfego de navios e barcaças entre o Rio Mississippi e o Rio Atchafalaya/Rio Vermelho do Sul.
Todas as cinco estruturas do complexo transportam a Louisiana Highway 15, começando na usina, depois a Estrutura Overbank, depois o Low Sill ORCS, seguido por ORCAS, a ilha criada entre os rios e, finalmente, a Old River Lock.

## Operação
A água do Mississippi é normalmente desviada para a Bacia Atchafalaya apenas no Old River, onde comportas são rotineiramente usadas para redirecionar o fluxo do Mississippi para o rio Atchafalaya, de modo que o volume dos dois rios seja dividido em 70% – 30%, respectivamente, como medido na latitude de Red River Landing. Esta divisão do fluxo não foi baseada na ciência, mas sim na alocação aproximada do fluxo entre os dois rios que existiam no momento da construção.
A água desviada no Rio Velho flui para a Bacia Atchafalaya, entrando primeiro no Rio Vermelho, depois continuando pelo Rio Atchafalaya até o Golfo do México, contornando Baton Rouge e Nova Orleans (ver diagrama).
A barragem Morganza[en], entre o Mississippi e a Bacia Atchafalaya próxima a jusante, normalmente fica fechado. Pode ser aberto em caso de emergência para aliviar os níveis de água e o estresse de pressão da água em vários diques e outras estruturas de controle de enchentes, incluindo a Estrutura de Controle do Rio Velho. A barragem pode reduzir o estresse ao desviar água adicional do Mississippi para o Atchafalaya. A barragem Morganza nunca foi usada antes da construção da Antiga Estrutura de Controle do Rio e, em 2016, foi aberta apenas duas vezes para controle de enchentes desde a conclusão da Estrutura de Controle do Rio Velho.